# Limnephilus sparsus
Limnephilus sparsus – chruścik z rodziny Limnephilidae. Larwy budują rurkowate, lekko zakrzywione domki z fragmentów detrytusu i roślin. Podobne domki buduje Limnephilus griseus oraz Limnephilus coenosus. Jest to gatunek w Polsce stosunkowo rzadki, o szerokim palearktycznym rozmieszczeniu. W Polsce larwy licznie zasiedlają zbiorniki okresowe zarówno w strefie zalewowej dolin dużych rzek nizinnych, jak i zbiorniki krajobrazu otwartego (śródłąkowe, śródpolne) pojezierzy (Pojezierze Pomorskie, Pojezierze Mazurskie). Limneksen (w górach może być limnefilem) drobnozbiornikowy.
Gatunek palearktyczny, występuje w całej Europie, na Kaukazie, larwy zasiedlają wszystkie typy wód śródlądowych. Limneksen (w górach może być limnefilem).
Materiał obejmuje dwie niepewnie oznaczone larwy złowione w jez. Karskim (Nizina Szczecińska), dwie w jez. Brajnickim, larwy licznie łowione w jeziorach i torfowiskach wysokogórskich Karkonoszy. Imagines złowione nad Mikołajskim oraz Oświn.
W Europie Północnej pospolity w jeziorach, stawach i zbiornikach okresowych. W Islandii występuje w estuariach i lagunach oraz w strumieniach, w Irlandii w stawach i bagnach.